# Östersjöregeln
Östersjöregeln (eng. Baltic Rule), är den svenska mätningsregeln för havskappsegling.
Östersjöregeln användes första gången vid Gotland runt-seglingen 1939. Regeln strävade efter att åstadkomma segelbåtar som både var snabba seglar men även ägde goda proportioner mellan deplacement (P), längd (L), bredd (B), djupgående (D), köllängd (K) och fribord (F) samt ha måttlig barlastprocent, segelarea (S) och rigghöjd.  Segelbåtarna som seglar enligt regeln benämns som Östersjökryssare.

Östersjöregelns formel har följande utseende:
M = (u ⋅ r ⋅ √ S + L - B - F - K - P + R + T) j ⋅ b ⋅ pr
U är en koefficient, som avser att förhindra över- och underriggning; r är en riggfaktor,som reglerar förhållandet mellan för- och aktersegel; S är segelarean, vid vars beräkning även rigghöjderna för olika segel särskilt beskattas; L är längden, som mäts mellan en rät linjes skärningar med båtkroppens yttre yta, varvid den räta linjen utgör skämingen mellan ett horisontalt plan och ett vertikalt lång-skeppsplan, det förra belagt 2 % av vatten-linjelängden över flytplanet, det senare på samma avstånd från medelplanet. Man träffar genom denna metod båtens fartgivande längd under segling utan att vid konstruktionen av båten frestas till diskontinuerlig båtprofil eller olämpliga spantformer vid ändskeppen; B är ett medelvärde på bredden; F är ett medelvärde av fribordet; K är köllängden, vid vars mätning djupgåendet indirekt beskattas och för-skarp premieras; P är beräknat deplacement; R beskattar högt belägen roderhäl och därmed även fritt roder; T beskattar vid däck alltför mycket infallande spantform (tumble home); j är = l,oo för båtar med blyköl och 0,97 för båtar med järnköl; b är en faktor, som reglerar barlastprocenten, och pr är en reduceringsfaktor för propeller, varierande med olika slag av propelleranordning.

## Klasser
- Ö6
- Ö7
- Ö8
- Ö10
- Ö12